# Gare de Sembadel
La gare de Sembadel est une gare ferroviaire des lignes de Saint-Germain-des-Fossés à Darsac et de Bonson à Sembadel. Elle est située à Sembadel, village du nord du département de la Haute-Loire
Fermée au service voyageurs de la SNCF, elle est desservie, uniquement l'été, par le Chemin de fer du Haut Forez.

## Situation ferroviaire
Établie à 1 089 mètres d'altitude, la gare de Sambadel est située au point kilométrique (PK) 494,770 de la ligne de Saint-Germain-des-Fossés à Darsac entre la gare fermée de La Chaise-Dieu et l'embranchement de la ligne de Bonson à Sembadel dont elle est le terminus au PK 66,677, après la gare de La Souchère-les-Bains.

## Histoire

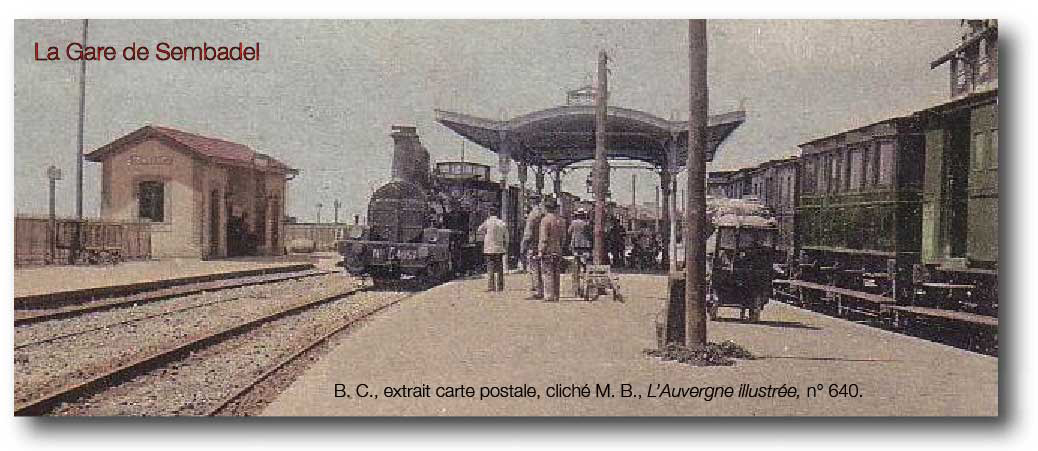
La gare vers 1900.

La gare de Sembadel est mise en service le 15 septembre 1902 lors de l'ouverture : de la section d'Arlanc à Darsac, de la ligne de Saint-Germain-des-Fossés à Darsac et la section de Craponne à Sembadel.
Elle était la plus haute gare de connexion du réseau de la Compagnie des chemins de fer de Paris à Lyon et à la Méditerranée (PLM).

## Service Train touristique
Chemin de fer du Haut Forez.